# Método de alfabetización "Yo, sí puedo"
El método de alfabetización "Yo, sí puedo " es un método educacional cubano para la alfabetización de adultos desarrollado por la pedagoga Leonela Relys a solicitud de Fidel Castro. Entre el 2002 y el 2016 se ha alfabetizado con el programa a casi de diez millones de personas de 30 países. En América Latina ha sido aplicado con éxito en Argentina, Venezuela, México, Ecuador, Bolivia, Guatemala, Nicaragua, Haití y Colombia. Cuba, Venezuela y Bolivia quedaron incluidos como "países libres de analfabetismo" un reconocimiento certificado por la UNESCO para los países cuya tasa de analfabetismo es inferior al 4 %.
El método parte de lo conocido, los números, hacia lo desconocido, las letras y se basa en la experiencia que se va adquiriendo. En él se utilizan los medios audiovisuales y un facilitador para transmitir los conocimientos. El facilitador es el vínculo entre la clase audiovisual y el participante, desempeña una función importante en lo referente al trabajo con la parte afectiva del iletrado, además de controlar el proceso de aprendizaje. Consta de tres etapas: adiestramiento, enseñanza de lectoescritura y consolidación siguiendo tres hitos: escuchar y ver, oído y ojo; escuchar y leer, oído y libro y escuchar y escribir, oído y lápiz.
El material docente son, la cartilla, el manual y 17 vídeos donde están las 65 clases. El tiempo que dura la acción educativa es variable ya que el método es muy flexible. Desde un máximo de tres meses hasta siete semanas, en forma intensiva. Hay alguna experiencia de realizarlo en un mes de forma muy intensiva con personas dedicadas en exclusiva al mismo. Se ha desarrollado en inglés, portugués, francés, quechua, aimara, guaraní, creole, suajili y tetun.
El programa existe también en sistema Braille, para sordos y personas con problemas intelectuales leves. Se busca el desarrollo de la persona hasta donde se pueda y el sentimiento de que alguien se preocupó de enseñarles.

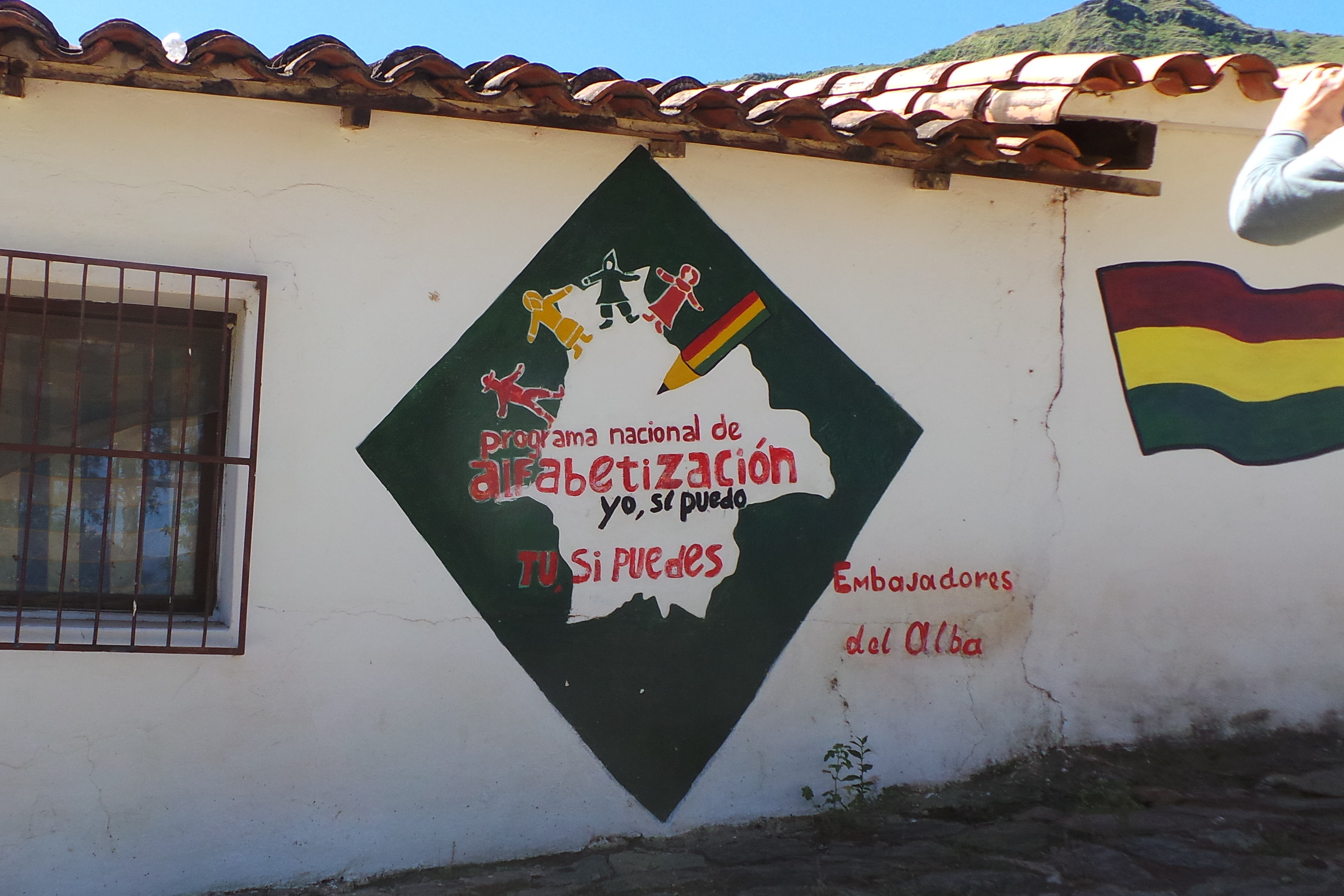
Homenaje al programa "Yo, sí puedo" de los Embajadores del Alba en la comunidad La Higuera, Bolivia en la plaza dedicada a Che Guevara donde el revolucionario argentino-cubano fue ejecutado.

## Historia
Los antecedentes del métorio "Yo, sí puedo" están en el trabajo desarrollado por Leonela Relys junto a otros educadores cubanos en Haití que realizaron una campaña de alfabetización por radio.
"Yo, sí puedo" nació en 28 de marzo de 2001 cuando el gobierno de Cuba le encomendó la labor a Leonela de crear una cartilla de alfabetización de no más de cinco páginas que combinara las letras y los números. No se tardó más de un mes en realizar el encargo y en empezar a preparar la estrategia televisiva. Para el año 2002 ya se ultimaban las cartillas y los guiones de las clases televisadas. En mayo de ese año se comenzaron a grabar las clases.
Estaba concebido con un carácter internacionalista, en especial, latinoamericanista, y preparado para ser adaptado a diferentes realidades sociales y lenguas.

## Metodología
El método "Yo, sí puedo" divide la acción formativa en tres estadios diferentes; adiestramiento, enseñanza de lectura y escritura y consolidación.
La identificación de los alumnos y de sus necesidades así como un conocimiento amplio de su idiosincrasia es fundamental para el éxito del método. Es importante considerar el punto de partida del alumno ya que hay diferentes niveles de conocimiento, no todas las personas iletradas son analfabetas puras, para ello se realiza una clasificación de los alumnos en tres tipos;
- Iletrados Puros, que no han tenido ninguna relación con la enseñanza, no han ido nunca a la escuela.
- Semi-iletrados, han ido a la escuela o saben escribir alguna letra o palabra, o han olvidado lo aprendido por no hacer uso de ello.
- Iletrados Especiales, son personas con necesidades educativas especiales, por lo que se debe tomar en cuenta las limitaciones físicas que presentan.

El proyecto tiene una etapa previa de preparación y adecuación al lugar donde se va a ejecutar. Hay que adaptarlo a la realidad e idiosincrasia de la propia sociedad que va a recibir el beneficio. Esto se hace junto con la organización que lo vaya a ejecutar en el lugar concreto.
El material docente es la cartilla, de suma importancia, y los vídeos. Con ellos se siguen las clases y se va desarrollando el proceso de aprendizaje.

### Etapas
Las etapas formativas son tres y tienen duración diferente. De las 65 clases que completan el método, 10 se dedican a la primera etapa de adiestramiento, 42 a la etapa principal de aprendizaje de la lectura y escritura, y 13 a la de consolidación.

#### Adiestramiento
En el primer estadio etapa del método "Yo, sí puedo" se realiza una preparación del alumno para su posterior implicación en el aprendizaje de la lectura y la escritura. Para ello se emplean 10 clases estructuradas en dos bloques, el primero de ellos es de cinco clases. El primero está destinado al desarrollo de la expresión oral y de las habilidades psicomotrices, así como el asegurar la representación gráfica de los números del 0 al 30 (los números suelen ser conocidos por la mayoría de los alumnos). El segundo bloque se encarga del estudio de las vocales.

#### Aprendizaje de la lectura y escritura
Esta es la etapa principal, en ella el alumno aprende a leer y a escribir. Esta etapa ocupa 42 clases que están divididas en dos grupos, uno de 23 y otro de 19 clases.
El primer grupo de clases está destinado al aprendizaje de las letras y fonemas, para ello cada día se dedica a una letra o fonema concreto quedando el mismo resuelto en esa jornada.
El segundo grupo se destina a las dificultades particulares que presenta el idioma, en el castellano o español, se dedica a las combinaciones especiales como el uso de la "rr", la "ll" o la "ch" o los sonidos de la "ce" "ci" o la "güe" güi".
Los ejercicios utilizados son la relación de un número conocido con una letra desconocida. El reconocimiento de una figura sencilla y su relación con la palabra objeto de estudio. La presentación de una idea u oración, en la cual hay que determinar la palabra clave que luego hay que dividir en sílabas, para realizar al final la producción de nuevas palabras e ideas.

#### Consolidación
Este estadio o etapa está destinado a fijar los conocimientos adquiridos en la etapa anterior. También sirve para evaluar la consecución de los objetivos perseguidos. Se utilizan 13 clases de las cuales dos son finales de redacción.
Las dificultades de la grafía se resuelven y consolidan utilizando un sistema lúdico, como si fuera un juego. Identificación de imágenes y escritura de su nombre. Se desarrolla un escritura y una lectura inteligente, aún a nivel elemental, construyendo frases que tengan sentido lógico.

### Encuentro presencial
Las clases presenciales están estructuradas minuciosamente. Se dedican los primeros minutos de la clase, alrededor de cinco, a interesarse por el día a día de los alumnos, por las dificultades que encuentran en el aprendizaje y controlar la asistencia además de motivarles. Una vez pasado este tiempo se divide la clase en dos períodos de 30 minutos, con 15 de intercambio activo y un descanso de 10.
En los primeros 30 minutos se ve un vídeo que se comenta durante los siguientes 15 minutos, luego se hace un receso de 10 minutos y se continúa con una clase de 30 minutos y un nuevo periodo de análisis e intercambio de 15.
Ocasionalmente se puede completar las clases los sábados y domingos para realizar repasos y consolidar los conocimientos adquiridos. Es importante que éstas sesiones estén acordadas con los asistentes.
No se debe avanzar si lo que se ha aprendido no está debidamente consolidado. El facilitador (profesor) debe preparar la clase con antelación relacionando la clase presencial con la del vídeo.

### Material
El material docente son los vídeos y la cartilla. Los vídeos se utilizan en los primeros 30 minutos de la clase y la cartilla en los últimos. Hay una relación directa entre ellos.

#### La cartilla
La cartilla, que junto al material grabado es la base del método, presenta un mismo formato en todas sus páginas. La línea directriz que sigue está sustentada en el vínculo de lo conocido, los números, con lo desconocido, las letras. Para ello se asocia a cada letra con un número y cada una de ellas constituye una clase.
La última parte de la cartilla está destinada a las combinaciones trilíteras, de tres letras o más, que requieren un tratamiento particular. Los espacios señalados con un lápiz están destinados a ser rellenados por los alumnos pero, a menudo, hace falta ampliarlos con espacio auxiliar. En el centro de la cartilla hay un espacio destinado a resumir letras o fonemas estudiados para que sirvan de ayuda al estudiante en la ejecución de los ejercicios propuestos.

##### Asociación números letras
La asociación entre números y letras que se ha realizado es la siguiente:
- a se ha asociado con el número 1.
- e se ha asociado con el número 2.
- i se ha asociado con el número 3.
- o se ha asociado con el número 4.
- u se ha asociado con el número 5.
- l se ha asociado con el número 6.
- r (suave y fuerte) se ha asociado con el número 7.
- f se ha asociado con el número 8.
- m se ha asociado con el número 9.
- c se ha asociado con el número 10.
- p se ha asociado con el número 11.
- t se ha asociado con el número 12.
- v se ha asociado con el número 13.
- s se ha asociado con el número 14.
- n se ha asociado con el número 15.
- rr (por una cuestión metodológica), se ha asociado con el número 16.
- q se ha asociado con el número 17.
- y se ha asociado con el número 18.
- d se ha asociado con el número 19.
- b se ha asociado con el número 20.
- h se ha asociado con el número 21.
- ñ se ha asociado con el número 22.
- ch se ha asociado con el número 23.
- j se ha asociado con el número 24.
- x se ha asociado con el número 25.
- ll se ha asociado con el número 26.
- z se ha asociado con el número 27.
- g se ha asociado con el número 28.
- k se ha asociado con el número 29.
- w se ha asociado con el número 30.

### Después de terminar
Una vez finalizada la acción se le ofrece a los alumnos un mes de perfeccionamiento en la lecto-escritura, ya sin soporte audiovisual.
Existe otro programa que complementa a "Yo, sí puedo" y permite al alfabetizado llegar a completar los estudios de primaria, este programa es el "Yo, sí puedo seguir".

## Logros

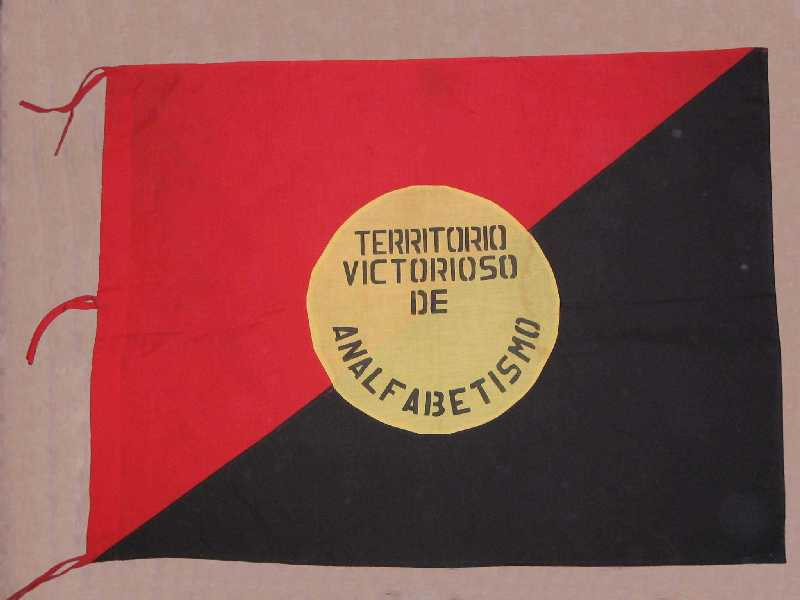
Bandera que proclamó que el barrio Laura Sofía Olivas Paz de Ocotal como "Territorio libre de analfabetismo" durante la Cruzada Nacional de Alafebatización de Nicaragua en 1980

Con la aplicación de este sistema de enseñanza se podría alfabetizar a una persona en 7 semanas y se lograría erradicar este mal de la tierra con solo la tercera parte del fondo de la Unesco para estos fines. En algunos países ha sido llevado a cabo por organizaciones religiosas y ONG. Entre los años 2002 y 2016 el Instituto Pedagógico Latinoamericano y Caribeño, impartió clases con este método didáctico en 130 países y aprendieron a leer y escribir casi 10 millones personas.
Yo, sí puedo se ha utilizado, desde su creación en el año 2002 en más de 30 países, entre los que destacan los latinoamericanos como Argentina, Bolivia, Colombia, Ecuador, México, Nicaragua y Venezuela. En los países africanos de Angola y Mozambique, especialmente en sus zonas rurales.

## América

### Bolivia
En Bolivia el programa fue iniciado por el gobierno de Evo Morales en 2006 con el objetivo de erradicar el analfabetismo en el país. Contó con la cooperación de Venezuela y Cuba.
Según el director nacional del programa de alfabetización de Bolivia, Benito Ayma, de Venezuela y Cuba se recibió cooperación en apoyo logístico, asesoramiento pedagógico y capacitación. En el programa trabajaron más de 50.000 voluntarios bolivianos que actuaron como facilitadores, supervisores y fueron quienes llevaban a cabo la enseñanza.
Cuba ayudó con su experiencia y donó al gobierno de Evo Morales 30.000 televisores, 30.000 reproductores de vídeo y 30.000 cintas de grabación, para implementar el método de enseñanza. Por su parte Venezuela aportó más de 8.000 paneles solares para que el programa también pudiera alcanzar a las comunidades remotas campesinas, donde los niveles de analfabetismo suelen ser más altos, y donde en muchos casos no hay energía eléctrica. Según cifras de Educación y Cultura de Bolivia, tras 33 meses de campaña, la iniciativa logró enseñar a leer y escribir a unos 827.000 personas. Con ese logro, el país habría reducido su tasa de analfabetos en torno al 3,7 %, cifra suficiente para declarar al país en diciembre de 2008 libre de analfabetismo. Tras un proceso de verificación por parte de la UNESCO, en julio de 2016 la UNESCO declaró a Bolivia país libre de analfabetismo con una tasa oficial de iletrados del 3,8 %.
Posteriormente se creó el programa “Yo sí puedo seguir”, para el aprendizaje más avanzado, hasta el sexto de primaria.

### México
En México se está utilizando, con buenos resultados, en los estados de Michoacán, Oaxaca, Veracruz y Nayarit. En este caso las grabaciones están realizadas por actores mexicanos e incluyen variaciones propias del español hablado en el país.

### Nicaragua
En marzo de 2006 comenzó en Nicaragua la Campaña de Alfabetización «Yo sí puedo», que tuvo dos objetivos principales:
- 1.- bajar hasta el 5 % en solamente un año la tasa de analfabetismo del 36,9 % ―cifra a la que había subido en quince años de gobiernos neoliberales (1990-2005).
- 2.- elevar el nivel académico de esas personas, y de aquellas que lo desearan, hasta el sexto grado de educación primaria.

La campaña, que tenía previsto llegar hasta 150 000 personas, logró la alfabetización de 125 188 personas. 
Se utilizó el método cubano Yo, sí puedo, creado por la pedagoga cubana Leonela Relys (1947-2015) y basado en la experiencia, que aprovecha lo conocido ―como son los números― para avanzar hacia lo desconocido ―las letras―. Se utilizaron herramientas audiovisuales junto con la Cartilla clásica. Se siguió una directriz con tres hitos: 
- oído-ojo (escuchar y ver).
- oído-libro (escuchar y leer).
- oído-lápiz (escuchar y escribir).

La acción fue desarrollada por los gobiernos locales (alcaldías) en todos los municipios del país con la participación de la Iglesia Evangélica y los Testigos de Jehová y el apoyo del gobierno de Cuba ―que donó los recursos técnicos: 5000 televisores, 500 000 cartillas, 10 000 manuales para igual número del facilitadores, 5000 VHS (dispositivos de reproducción de videos en cinta), y 87 000 videocasetes (valorado en dos millones y medio de dólares)―, y la colaboración de seis asesores. Cada alcaldía participó con cinco técnicos docentes que se unieron al cuerpo técnico encabezado por profesionales y ciudadanos que habían dirigido o impartido clases durante la Cruzada Nacional de Alfabetización de 1980, y aseguró el resto de materiales de enseñanza, como cuadernos, lápices, etc.
Se organizaron «Centros de Alfabetización» que contaban de un televisor y un videograbador con dos monitores, en donde se impartían clases a 15 personas durante un período no mayor de tres meses. Los monitores y educadores fueron todos voluntarios.

### Venezuela
En Venezuela se alfabetizó con el programa a un millón de personas en cinco meses y 27 días en las 34 lenguas y etnias que existen en el país. En 2005 se declaró a Venezuela territorio libre de analfabetismo y se incentivó a la continuación de los estudios a todos los que lo desearan. Se da la circunstancia que hay personas de más de 100 años de edad que han sido alfabetizadas con este método. Una de ellas declaró 

He tenido que esperar 102 años para escribir mi nombre. Ahora me puedo morir tranquila.

### Otros continentes
En África se utiliza en Nigeria, Guinea-Bissau, Mozambique y Sudáfrica. Para ello se realizan las modificaciones precisas para adaptarlo a las lenguas de los países que lo van a autorizar así como a sus condiciones históricas, geográficas y sociales.
También se está utilizando en Nueva Zelanda y en la ciudad de Sevilla como primera experiencia del programa en Europa, donde se estima la existencia de al menos 35.000 analfabetos.

## Premios
"Yo, sí puedo" recibió el Premio Alfabetización 2006 Rey Sejong de la UNESCO, otorgado al Instituto Pedagógico Latinoamericano y del Caribe de Cuba (IPLAC) por la promoción del sistema de alfabetización tan exitosamente aplicado en los países mencionados anteriormente. También recibió el 13 de noviembre de 2012 el premio Premio “Mestres 68″ en su XVIII edición.